# Urosticte ruficrissa
Urosticte ruficrissa là một loài chim trong họ Chim ruồi.